# Afronisia gembuensis
Afronisia gembuensis är en insektsart som beskrevs av Wilson 1988. Afronisia gembuensis ingår i släktet Afronisia och familjen Meenoplidae. Inga underarter finns listade i Catalogue of Life.